# Nilometer von Elephantine (Chnum-Tempel)
Der zum Gelände des Chnum-Tempels zugehörige Nilometer von Elephantine liegt auf dem östlichen Nilufer der östlichen Elephantine-Nilinsel. Das Baudatum ist nicht geklärt. Aufgrund des archäologischen Befundes erfolgte die Fertigstellung frühestens in der Saïten-Zeit und spätestens unter Nektanebos II. (359 bis 341 v. Chr.). Während der griechisch-römischen Zeit ließ Augustus die Nilometer-Anlagen erneuern.

## Lage und Aufbau

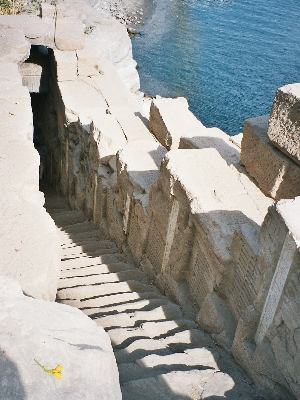
Nilometer (Satis-Tempel).

Das Nilometerbecken liegt südlich der Flussterrasse des Chnum-Tempels, der wiederum südlich des Satis-Tempels stand. Der Nilometer besitzt einen abgedeckten Gang, der zu den Uferanlagen des Nils hinabführt. Der Nullpunkt der ursprünglichen Pegelskala entspricht der Beckensohlenhöhe. Als Pegelskala sind Markierungen bis zu einer Höhe von 7 Ellen erhalten geblieben. Augustus veranlasste während seiner Regierungszeit eine Neugestaltung der Flussterrasse des Chnum-Tempels und des zugehörigen Nilometers.
In die Ost- und Nordwand des Nilometerbeckens ließ spätestens Augustus jenes Skalensystem einfügen, das bereits in der Nilometeranlage des Satis-Tempels vorhanden war. Der erste Messbereich begann bei etwa 15,35 Ellen. Der obere Beckenrand des Nilometers lag etwas über 27 Ellen. Somit entsprach auch der Messbereich dem des Satis-Tempel-Nilometers.

## Nilfluthöhen
Die niedrigsten Nilwasserstände fielen im 19. Jahrhundert n. Chr. mit 11 bis 15 Ellen in den Zeitraum April bis Ende Mai/Anfang Juni. Die dabei vorhandenen Nilhöhen lagen in Elephantine im Bereich von 83,5 bis 85,5 Meter über Meeresspiegel und damit etwa mehr als 2 Meter über dem Niveau der griechisch-römischen Zeit von 6 bis 11 Ellen. Aus einer demotischen Bauinschrift, die wahrscheinlich aus der Neubauphase stammt, gehen Einzelheiten über die Messwerte hervor: „Wasser(spiegel) über dem Sandboden des See(beckens): Über 15 Ellen, unter 22 Ellen, Mitte 19 Ellen.“ Die Intervallangabe „Mitte 19 Ellen“, erscheint auf den ersten Blick ungenau, da der Mittelwert zwischen der 15. und 22. Elle bei 18,5 Ellen liegt. Der Zweck jener Mittemarkierung bezieht sich jedoch nicht auf den Messbereich selbst, sondern auf die Zeitdauer, die der Nil während der Nilflut benötigt, um bis zur 19. Elle zu gelangen. Für den Anstieg von der 15. bis zur 22. Elle vergehen etwa 28 Tage; von der 15. bis zur 19. Elle etwa 14 Tage. Auf dieser Basis ist die Mittel-Angabe korrekt, da das Erreichen der Marke von 19 Ellen etwa die zeitliche Mitte der ansteigenden Nilflut im angegebenen Messbereich repräsentierte. Außerdem ist hinsichtlich des Messbereiches ein Bezug zum Nilometerbecken erkennbar, dessen Grundmaße 15 x 22 Ellen betrugen und wahrscheinlich in diesen Abgrenzungen bereits in der Erstanlage Verwendung fanden.
Der Nil braucht in Elephantine etwa 28 Tage bis Ende August, um während der Nilschwemme von der 22. Elle bis zum Flutgipfel zu steigen. Insgesamt benötigt der Nil bezüglich des Nilometers des Chnum-Tempels etwa 56 Tage für den Anstieg von der 15. Elle bis zum Scheitelpunkt der Nilschwemme. Etwa 6 bis 10 Tage verbleibt der Nil in der Nähe des Höchststandes, bevor er wieder beginnt, spürbar abzusinken. Der Gesamtzeitraum bis zum Rückgang der Nilflut entspricht im altägyptischen Kalender 6 bis 7 Dekaden. Weitere 2 bis 3 Dekaden waren dem Absinken zugeordnet. Die Messungen des Nilometers umfassten daher einen Zeitraum von durchschnittlich 9 Dekaden (90 Tage) und damit etwa 3 Mondmonaten. Der mittlere Nilflut-Mondmonat galt als kritische Zeit, da an dessen Monatsende der Nil zumeist die Marke von 22 Ellen überschritt. Der obere Beckenrand des Nilometerbeckens vom Tempel des Chnum symbolisiert ebenso wie die Monumentaltreppe von Elephantine diesen Zeitpunkt als „erfolgreiche Ankunft der Nilflut“ und damit den Beginn des Nilfestes Semasia, das seit der griechisch-römischen Zeit belegt ist. Aus den Nilflutinschriften des Tempels von Akoris geht hervor, dass die Priester den Nilanstieg bis zur 22 Ellenmarke mit rituellen Beschwörungen begleiteten. Für die Epoche von 284 bis 305 n. Chr. ist das Erreichen jener Nilhöhe zwischen dem 3. und 16. August dokumentiert; etwa 9 Tage später als im Nilometerbecken vom Chnum-Tempel.